# Mexiconiscus laevis
Mexiconiscus laevis là một loài chân đều trong họ Trichoniscidae. Loài này được Rioja miêu tả khoa học năm 1956.